# Bătălia Cazărmilor
Bătălia Cazărmilor a fost un atac din 14 septembrie 1991 al forțelor croate asupra garnizoanelor Armatei Populare Iugoslave (JNA) de pe teritoriul Croației în timpul Războiului de Independență al Croației. Atacul a fost ordonat de Guvernul Croației, chiar dacă anterior cazarmele erau asediate de circa două luni, dar forțele croate nu încercaseră, până în acel moment, să le captureze.  Rezultatul ofensivei a fost mixt: unele depozite au fost capturate cu succes, în timp ce altele au fost distruse sau evacuate după negocieri. În orice caz, ofensiva le-a permis forțelor croate să pună mâna pe o cantitate mare de armament greu, a eliminat o amenințare strategică din spatele frontului croat și a slăbit în mod semnificativ JNA.

## Vezi și
- Asediul Vukovarului